# Cornelis Douwes van der Weg
Cornelis Douwes van der Weg (Hallum, 31 december 1834 - Dongjum, 26 januari 1893) was een Nederlandse landbouwer, veearts, burgemeester en toneelschrijver.

## Loopbaan
Van der Weg was een zoon van landbouwer Douwe Jans van der Weg en Sytske Cornelis Slim. Hij leerde door zelfstudie voor veearts en deed daarin examen aan de faculteit der veeartsenijkunde in Utrecht. Hij vervulde een aantal bestuurlijke functies; hij was dijkgraaf van het waterschap Vijf Delen Zeedijken Buitendijks, secretaris van de Franeker afdeling van de Friese Maatschappij van Landbouw, lid van de gemeenteraad en van de Provinciale Staten van Friesland. Hij werd in 1885 benoemd tot burgemeester van Franekeradeel en bleef aan tot zijn overlijden.
Van der Weg schreef diverse toneelstukken en in 1893 verscheen zijn handboek voor de paardenfokkerij. Hij publiceerde ook in de Friese tijdschriften Forjit my net (1881-1889) en Swanneblommen (1886, 1887).

## Publicaties
- 1893 Handleiding voor paardenfokkerij, ten dienste van den Nederlandschen Landbouwer-Paardenfokker. Groningen: Erven B. van der Kamp

### Toneelstukken
- 1884 Smids Feikje ef Rjuerdom's Testemint
- 1885 Jetske de Wees
- 1886 Pier en Pierkje
- 1890 Hwa is yens neiste

- Biografisch Portaal: 74429133
- International Standard Name Identifier: 0000 0003 8966 7575
- Nederlandse Thesaurus van Auteursnamen: 175546673
- Virtual International Authority File: 283062900
- WorldCat: E39PBJrWBR3WBPM4fgDDd7KfMP